# Stepaside
Stepaside är en by i Pembrokeshire i Wales. Byn är belägen 109,1 km 
från Cardiff. Orten har 614 invånare (2016).